# Daniel Nii Adjei
 (janvier 2018).
Daniel Nii Adjei, né le 29 septembre 1989 à Kumasi (Ghana), est un footballeur international ghanéen évoluant au poste de milieu de terrain au Wydad Athletic Club.

## Biographie

### En club
Avec le club du Tout Puissant Mazembe, il participe à la Coupe du monde des clubs de la FIFA 2015, à la suite de son sacre en Ligue des champions d'Afrique. Lors de cette compétition organisée au Japon, il joue un match contre le Club América.

### En équipe nationale
Daniel Nii Adjei reçoit deux sélections en équipe du Ghana.
Il joue son premier match le 13 octobre 2012, contre le Malawi, lors des éliminatoires de la CAN 2013 (victoire 0-1). Il dispute son second match le 1er septembre 2015, en amical contre le Congo (victoire 2-3).

## Palmarès
Asante Kotoko
- Championnat du Ghana
  - Champion en 2008,2012,2013
  - Vice-champion en 2009
- Supercoupe du Ghana
  - Champion en 2012

 TP Mazembe
- Championnat de la RD Congo
  - Champion : 2013, 2014, 2016, 2017
- Supercoupe de la RD Congo
  - Vainqueur : 2013, 2014, 2016
- Ligue des champions de la CAF
  - Vainqueur en 2015
- Coupe de la confédération
  - Vainqueur : 2016, 2017
  - Finaliste : 2013
- Supercoupe de la CAF
  - Vainqueur : 2016
  - Finaliste : 2017

 Wydad Athletic Club
- Supercoupe de la CAF
  - Vainqueur : 2018